# Siniša Mihajlović
Siniša Mihajlović (serbisch-kyrillisch Синиша Михајловић; * 20. Februar 1969 in Vukovar, SFR Jugoslawien; † 16. Dezember 2022 in Rom) war ein jugoslawischer Fußballspieler und später serbischer -trainer. In seiner Spielerkarriere war er vor allem für seine zahlreichen Freistoßtore bekannt.

## Karriere

### Spieler
Siniša Mihajlović startete seine Karriere als Profifußballer beim Klub Vojvodina Novi Sad. 1991 wurde Roter Stern Belgrad auf ihn aufmerksam und verpflichtete ihn in der Winterpause der Saison 1990/91. Noch in derselben Saison erreichte er mit dem Gewinn des Europapokals der Landesmeister auch seinen größten Erfolg im Vereinsfußball.
Anschließend wechselte er zum italienischen Klub AS Rom, bei dem er bis Ende der Saison 1994 spielte. Danach wechselte Mihajlović, wiederum für ein Jahr, als Leihspieler zu Sampdoria Genua. 1995 kehrte er zurück nach Rom, um im selben Jahr erneut an Genua ausgeliehen zu werden. Zum Ende der Saison 1997/98 trennte er sich endgültig von der AS Rom und Sampdoria Genua und verpflichtete sich für fünf Jahre bei Lazio Rom.
Von 2004 bis 2006 spielte der Serbe zwei Saisons bei Inter Mailand. Anschließend beendete er seine aktive Karriere.
Mihajlović hält in der Serie A den Rekord für die meisten Freistoßtore in einem Meisterschaftsspiel: Für Lazio gelangen ihm auf diese Weise 1998 drei Treffer im Spiel gegen Sampdoria Genua, was bis heute unerreicht ist.
Zwischen 1991 und 2003 bestritt Mihajlović 63 Länderspiele für die jugoslawische bzw. serbisch-montenegrinische Fußballnationalmannschaft.

### Trainer
Im Anschluss an seine Zeit bei Inter wurde er im Herbst 2006 Co-Trainer des Vereins und blieb bis 2008. Am 3. November 2008 übernahm Mihajlović den Posten des Cheftrainers beim FC Bologna, der sich zuvor von Daniele Arrigoni getrennt hatte. Am 14. April 2009 wurde der Serbe nach einer 1:4-Heimniederlage gegen die AC Siena bereits wieder entlassen; sein Nachfolger bei den Rossoblù wurde Giuseppe Papadopulo. Am 8. Dezember 2009 wurde er als Trainer von Catania Calcio vorgestellt. Dort trat er aber nach nur einem halben Jahr selbst zurück.
Am 26. Mai 2010 wurde bekannt, dass Mihajlovic ab der Saison 2010/11 die AC Florenz trainieren würde. Am 7. November 2011 erfolgte nach 16 Monaten seine Entlassung; zum Nachfolger wurde Delio Rossi berufen. Vom 21. Mai 2012 bis zum 20. November 2013 übernahm Mihajlović erstmals außerhalb der Serie A das Amt des serbischen Nationaltrainers. Danach trainierte er bis Juni 2015 Sampdoria Genua. Am 16. Juni 2015 gab die AC Mailand Mihajlović als Nachfolger des entlassenen Filippo Inzaghi bekannt. Nach einem 1:2 gegen Juventus Turin wurde Mihajlović am 12. April 2016 freigestellt. Im selben Jahr wurde er Trainer beim FC Turin. Am 4. Januar 2018 gab der Verein seine Freistellung bekannt.
Zur Saison 2018/19 wurde Mihajlović Cheftrainer des portugiesischen Erstligisten Sporting Lissabon. Nach nur neun Tagen im Amt wurde er bereits entlassen, da er dem Verein mit den Planungen der Saisonvorbereitung laut Sporting-Präsident José Sousa Cintra „Verluste von 300.000 Euro beschert“ hätte. Am 28. Januar 2019 wurde er Trainer des FC Bologna, nachdem der Trainer Filippo Inzaghi entlassen worden war.

## Privates
Mihajlović entstammt einer Arbeiterfamilie aus Borovo. Sein Vater Bogdan war ein LKW-Fahrer aus Bosnien, seine Mutter Viktorija, eine Arbeiterin in der Schuhfabrik Borovo (Unternehmen), war Kroatin.
1996 heiratete er die italienische TV-Moderatorin Arianna Rapaccioni, mit der er fünf Kinder hatte. Die kirchliche Trauung fand 2005 im Kloster von Sremski Karlovci statt. An Stelle von Hochzeitsgeschenken wünschte sich das Paar Spenden an das Heim für vernachlässigte Kinder vor Ort.
Am 13. Juli 2019 gab Mihajlović auf einer Pressekonferenz bekannt, akut an Leukämie erkrankt zu sein und sich unverzüglich in Behandlung zu begeben. Anfang August 2020 vermeldete er seine Genesung. Anfang 2022 gab er das Wiederauftreten der Erkrankung bekannt, an deren Folgen er am 16. Dezember 2022 im Alter von 53 Jahren starb.

## Erfolge
- Weltpokalsieger: 1991 (mit Roter Stern Belgrad)
- Europapokalsieger der Landesmeister: 1990/91 (mit Roter Stern Belgrad)
- Europapokalsieger der Pokalsieger: 1998/99 (mit Lazio Rom)
- UEFA-Super-Cup-Sieger: 1999 (mit Lazio Rom)
- Jugoslawischer Meister: 1989 (mit Vojvodina Novi Sad), 1991, 1992 (mit Roter Stern Belgrad)
- Italienischer Meister: 1999/2000 (mit Lazio Rom); 2005/06 (mit Inter Mailand) 1
- Italienischer Pokalsieger: 1999/2000, 2003/04 (mit Lazio Rom); 2004/05, 2005/06 (mit Inter Mailand)

### Persönliche Auszeichnungen
- Jugoslawischer Fußballer des Jahres: 1999
- Gazzetta Sports Award: 2019 Aufnahme in die Kategorie „Legende“
- Ehrenbürger der Stadt Novi Sad, der zweitgrößten Stadt in Serbien
- Trainer des Monats der Serie A: April 2022